# Un biglietto del tram
Un biglietto del tram è un album degli Stormy Six, pubblicato dalla Cooperativa L'Orchestra nel 1975. Il disco fu registrato nel marzo del 1975 negli studi Ariston di San Giuliano Milanese, in provincia di Milano (Italia).
Il brano La sepoltura dei morti si ispira all'omonima sezione di apertura del poemetto La terra desolata di T.S.Eliot.

## Tracce
Lato A
1. Stalingrado – 5:25 (Umberto Fiori, Tommaso Leddi)
2. La fabbrica – 3:36 (Paolo e Franco Fabbri)
3. Arrivano gli Americani – 5:50 (Umberto Fiori, Franco Fabbri)
4. 8 settembre – 4:49 (Umberto Fiori, Tommaso Leddi)

Lato B
1. Nuvole a Vinca – 4:18 (Umberto Fiori, Franco Fabbri)
2. Dante Di Nanni – 4:12 (Umberto Fiori, Tommaso Leddi)
3. Gianfranco Mattei – 4:17 (Paolo e Franco Fabbri)
4. La sepoltura dei morti – 3:47 (Umberto Fiori, Franco Fabbri)
5. Un biglietto del tram – 5:40 (Umberto Fiori, Tommaso Leddi)

## Musicisti
- Franco Fabbri - voce, chitarra, mandola, flauto dolce, basso
- Umberto Fiori - voce, chitarra, armonica
- Tommaso Leddi - mandolino, violino, chitarra, balalaica, flauto, voce
- Carlo De Martini - violino, mandolino, voce
- Luca Piscicelli - basso, voce, mandola
- Antonio Zanuso - batteria
- Stormy Six - arrangiamenti, produttore
- Roberto Di Muro Villicich - tecnico del suono